# Lawrence Rowe
Pour les articles homonymes, voir Rowe.
Lawrence George Rowe est un joueur de cricket jamaïcain, international avec l'équipe des Indes occidentales, né le 8 janvier 1949 à Kingston. Il fait ses débuts avec la Jamaïque en janvier 1969 dans le Shell Shield.
Ce batteur débute en 1969 avec l'équipe de Jamaïque avant de disputer son premier test-match avec les Indes occidentales en 1972. En 1977, il rejoint la non officielle World Series Cricket de Kerry Packer, avant de retrouver la sélection à l'arrêt de celle-ci, en 1979. Sa carrière internationale, qui compte 33 test-matchs et 11 ODI, s'achève l'année suivante. Entre 1982 et 1984, il participe en tant que capitaine à deux « tournées rebelles » en Afrique du Sud alors que celle-ci est exclue du cricket mondial à cause de l'apartheid.

## Biographie
Lawrence Rowe dispute son premier test-match avec l'équipe des Indes occidentales au début de 1972 lors de la visite de la Nouvelle-Zélande dans les Caraïbes, au Sabina Park de Kingston. À cette occasion, il réalise des scores de 214 et 100 courses, devenant le premier joueur de l'histoire à réussir un century dans chacune des manches de son premier test-match.

## Bilan sportif

### Principales équipes
|                               | Test                  | ODI                   |
| ----------------------------- | --------------------- | --------------------- |
| Indes occidentales            | 1972 - 1980           | 1975 - 1980           |
|                               | First-class           | List A                |
| Jamaïque (Indes occidentales) | 1968-1969 - 1981-1982 | 1979-1980 - 1981-1982 |
| Derbyshire (Angleterre)       | 1974                  | 1974                  |

## Honneurs
- Désigné en 2004 comme l'un des cinq meilleurs joueurs jamaïcains de l'histoire, avec George Headley, Michael Holding, Courtney Walsh et Jeff Dujon[4].